# María Coto
María Paula Coto González (* 2. März 1998 in Alajuela) ist eine costa-ricanische Fußballspielerin.

## Karriere

### Vereine
Derzeit steht sie bei LD Alajuelense unter Vertrag.

### Nationalmannschaft
Mit der costa-ricanischen U17 nahm sie an der Weltmeisterschaft 2014 teil und kam hier zu zwei Einsätzen. Nur wenige Monate später nahm sie mit der U20 im selben Jahr auch an deren Weltmeisterschaft teil, kam hier aber nicht zum Einsatz. Bei der CONCACAF Meisterschaft 2018 war sie auch dabei und wurde zweimal von Anfang bis zum Ende eingesetzt.
Ihre erste Nominierung für die costa-ricanische Nationalmannschaft hatte sie zur Weltmeisterschaft 2015, wo sie Teil des Kaders wurde. Jedoch kam hier nicht zum Einsatz. Erst bei einer 2:7-Freundschaftsspielniederlage gegen die USA am 20. August 2015 erhielt sie ihren ersten bekannten Einsatz, als sie in der 86. Minute für Mariana Benavides eingewechselt wurde. Nach einer Reihe von weiteren Freundschaftsspielen qualifizierte sie sich mit ihrer Mannschaft für die W Championship 2022 und wurde vier Mal eingesetzt, inklusive der Partie um den dritten Platz, welche man schlussendlich gegen Jamaika verlor.
Am 8. Juli 2023 wurde sie für den Kader der Weltmeisterschaft 2023 nominiert.